# スザンヌ・ソーソン
スザンヌ・ソーソン（Susanne Thorson、1981年6月12日 - ）は、スウェーデンの女優。

## 出演作品
- シンプル・シモン